# Grote Kerk (Westzaan)
Grote Kerk is een kerk gelegen aan de Kerkbuurt 37 in het Noord-Hollandse Westzaan. De kruiskerk is gebouwd van 1740-1741 met een rijke façade in régence-stijl, mogelijk naar ontwerp van de Amsterdamse timmerbaas Jan van der Streng. De eerste steen werd op 19 mei 1740 gelegd, de inwijding vond op 14 juli 1741 plaats. De nieuwe kerk werd in de vorm van een Grieks kruis opgetrokken tegen een van de vorige kerk overgebleven laatgotische toren die in 1843 instortte. Deze oudere kerk, was gewijd aan Sint Joris. In de kerk bevindt zich een 18e-eeuwse preekstoel, met onder de kuip een pelikaan met jongen. Het tweeklaviers orgel stamt uit 1866 en is gemaakt door firma Flaes & Brünjes uit Amsterdam. In de loop der jaren is het orgel verschillende malen gerestaureerd en haar dispositie gewijzigd.
Sinds 1968 staat het gebouw als rijksmonument ingeschreven in het monumentenregister.
Voor meer informatie van deze kerk staat op  deze pagina

## Foto's

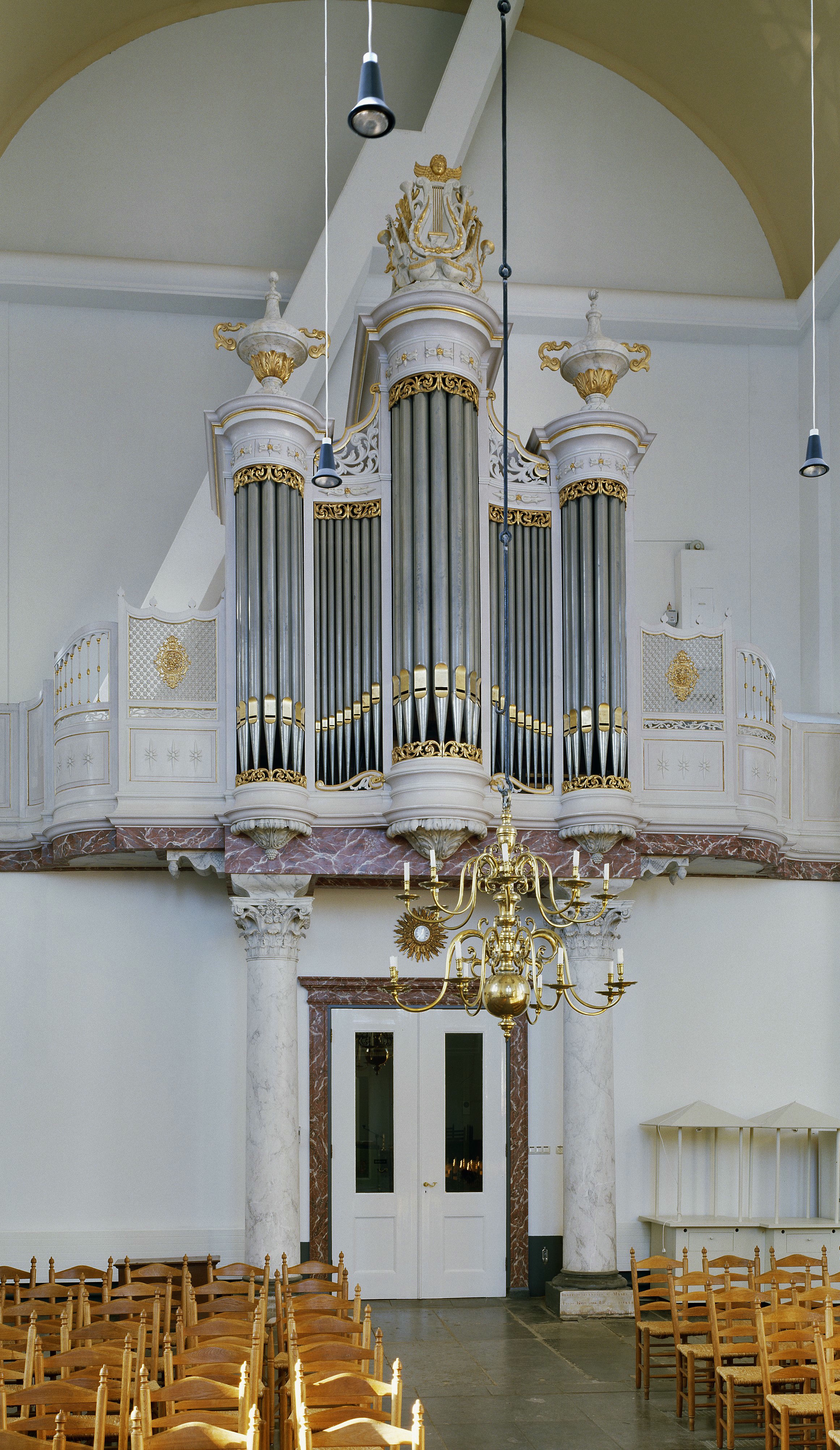
Orgel
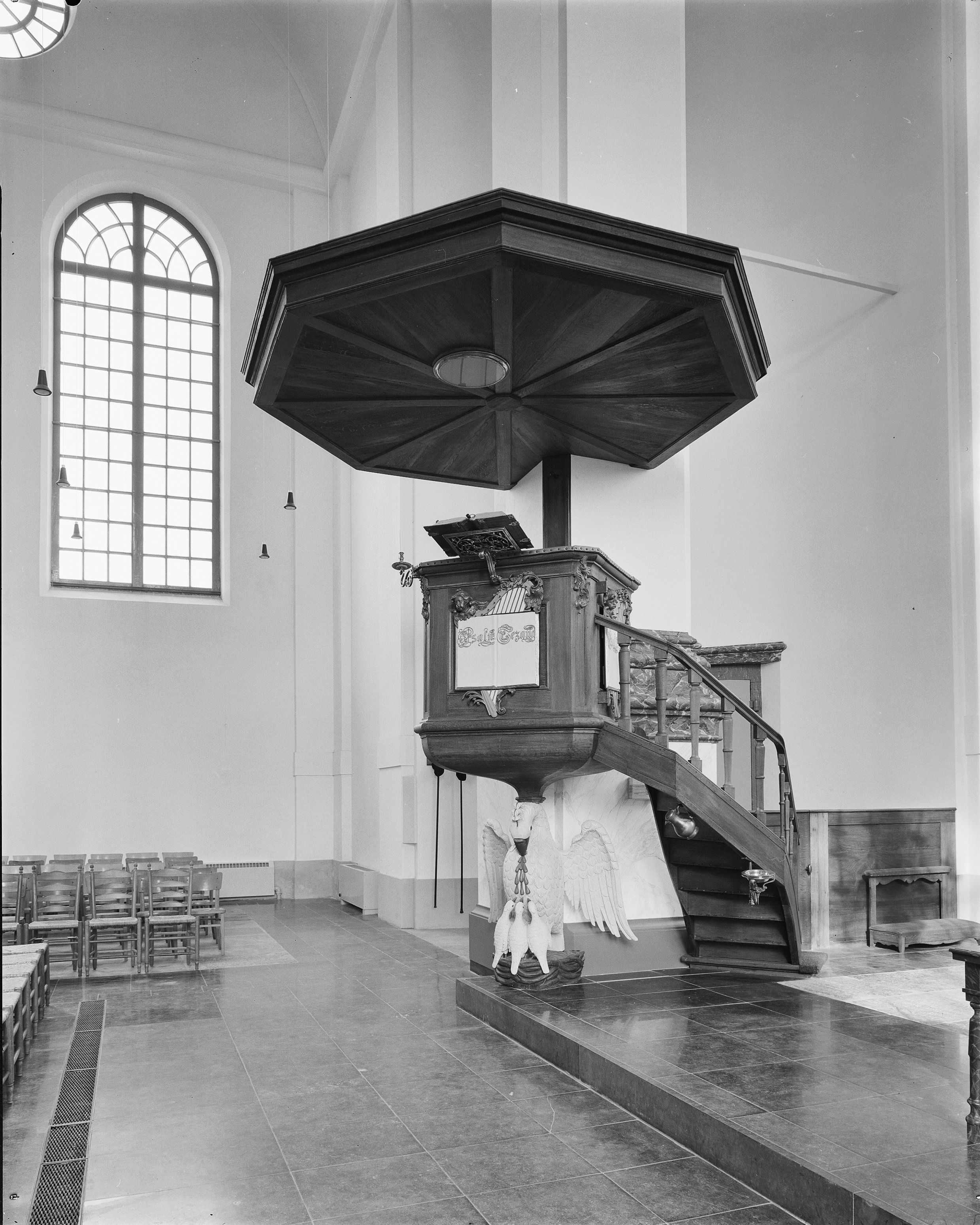
Preekstoel
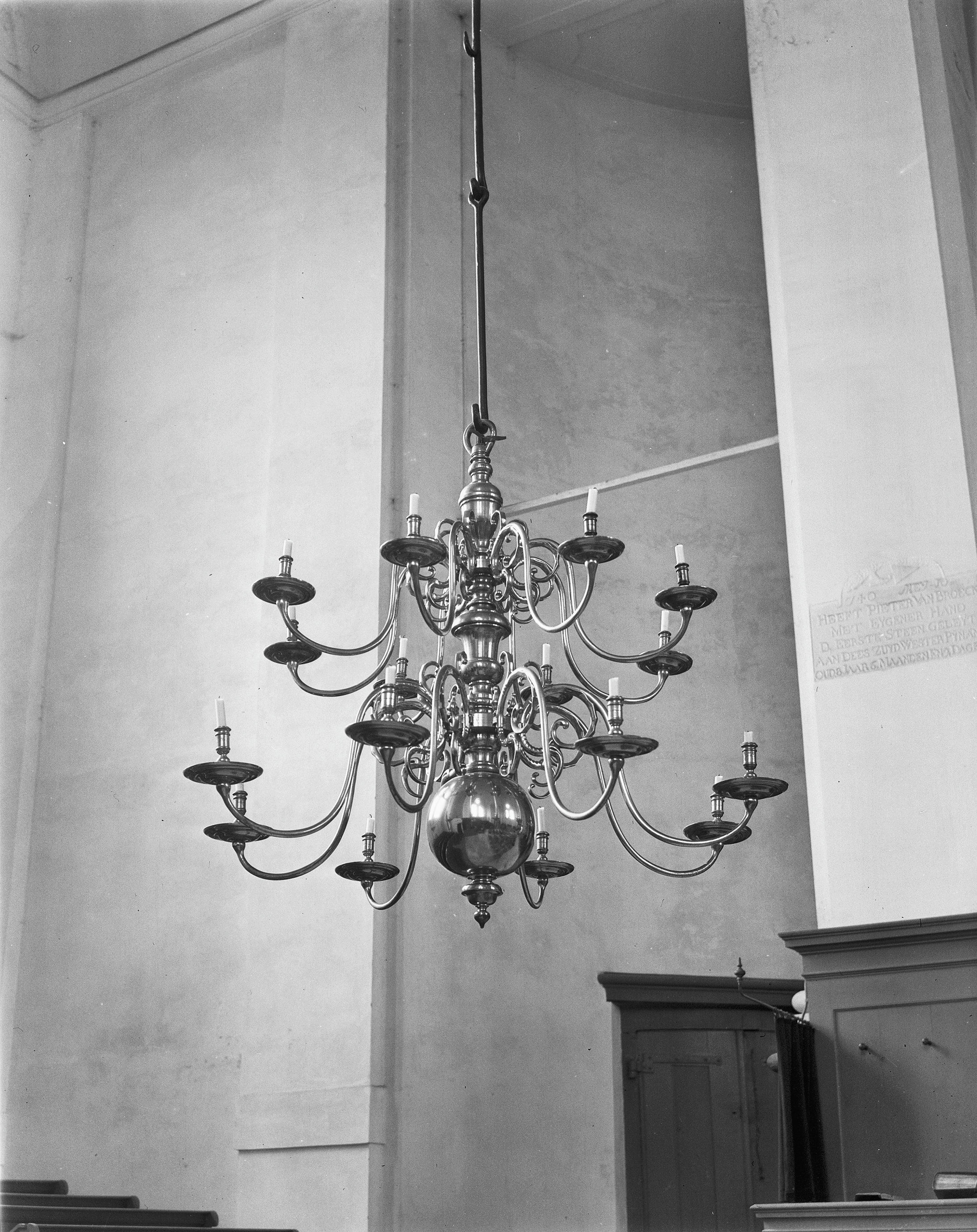
Kaarsenkroon